# Dominique Cabrera
Dominique Cabrera (nascuda el 21 de desembre de 1957) és un director de cinema francès. Ha impartit classes de cinema a La Fémis i a la Harvard University. La seva pel·lícula Nadia et les hippopotames fou projectada a la secció Un Certain Regard del 52è Festival Internacional de Cinema de Canes. A més, la seva obra s'ha projectat al Berlinale, al Festival Internacional de Cinema de Toronto, al Festival Internacional de Cinema de Viena, al Festival Internacional de Cinema de Locarno, el Festival Internacional de Cinema de Rotterdam i el Festival de Cinema de Nova York.

## Biografia
Dominique Cabrera va néixer el 1957 a Relizane, Algèria i es va traslladar a França quan era petita el 1962. El 1981 es va graduar a l'escola de cinema La Fémis de París, llavors coneguda com l'Institut des Hautes Etudes Cinématographiques.
Entre 1982 i 1993, Cabrera va dirigir cinc curtmetratges, documentals i obres de ficció. Dues de les seves pel·lícules de la dècada de 1990, Chronique d'une banlieue ordinaire i Une poste à la Courneuve, van portar a Cabrera un primer reconeixement.
Després de llegir un dels seus guions en un concurs de guió el 1990, el productor Didier Haudepin va reconèixer a Cabrera com un talent emergent. El seu suport va portar a la producció del seu primer llargmetratge, L'Autre Côté de la mer, sis anys més tard.

## Treball
El compromís polític abasta la diversa filmografia de Cabrera, que inclou documentals, obres de ficció i pel·lícules que combinen els dos gèneres. Segons alguns crítics, Cabrera no fa judicis morals o ideològics sobre els seus personatges o temes documentals. Més aviat, infon les seves imatges amb lirisme, amor i sensació de meravella, deixant el judici a l'espectador.
La seva obra de ficció tracta temes de família, maternitat, assimilació cultural i patrimoni nacional. Els orígens pied-noir propis de Cabrera informen el seu interès per les qüestions d'assimilació i per la història entre França i el Magrib. Els temes de la utopia, el dubte i el desànim també es repeteixen al seu treball.
La primera obra de ficció de Cabrera, L'Autre Côté de la mer, aborda qüestions d'assimilació a la societat francesa contemporània. Un "pied-noir" francès benestant viatja a París per a una operació de cataracta. El metge que li practica la cirurgia és d'origen algerià però viu a França des de petit. A través de representacions íntimes d'aquests dos personatges i interaccions amb les seves famílies, Cabrera articula les conseqüències perdurables de la la lluita d'Algèria per la independència de 1962. La pel·lícula es va projectar al Festival de Cannes.
Cabrera va fer la seva segona pel·lícula, Nadia et les hippopotames, el 1999. Arte va emetre una versió editada de la pel·lícula amb el títol Retiens la nuit. La pel·lícula combinava elements documentals dins d'un marc de ficció més ampli. Gran part de la pel·lícula, que té lloc durant les vagues generals de la SNCF de 1995, registra els treballadors del ferrocarril a la nit i a l'hivern.
El diari fílmic de Cabrera, Demain et encore demain, Journal 1995, que es va estrenar a la Berlinale, va ser una de les primeres pel·lícules rodades en vídeo per veure's una estrena en cinemes a França. The autobiographical film, made in 1995, alternately depicts the anguish and delight of its creator. Explorant el documental com a procés terapèutic, Cabrera s'insereix en el teixit de la pel·lícula. Cadascuna de les seves diferents identitats –dona, mare, filla, germana, amant– informa d'una definició creixent del que significa ser cineasta. Aquesta pel·lícula representa un punt d'inflexió en la carrera de Cabrera. Entre Demain et encore demain el 1998 i la seva segona pel·lícula autobiogràfica Grandir, que es va projectar al ACID Cannes el 2013, tot el seu llargmetratge era fictici.
Folle Embellie el 2004 representa una aventura en la ficció d'època; la pel·lícula està ambientada el juny de 1940 enmig de campanyes de bombardeig de l'Eix. En aquest context, Cabrera evoca un conte de fades sobre el refugi que el món natural ofereix als fugits d'un asil. La pel·lícula és protagonitzada per Jean-Pierre Léaud i està basada en una història que Cabrera va escoltar quan treballava en un hospital psiquiàtric als anys setanta.
Le Lait de la Tendresse Humaine és la pel·lícula de Cabrera que tracta de manera més explícita els temes de la maternitat. Marilyne Canto interpreta a una víctima de depressió postpart que abandona la seva família sense avisar i s'amaga a l'apartament d'un veí. Els crítics van elogiar la pel·lícula pel seu ús del color, la seva compassió pels seus personatges i la seva representació franca de la lluita d'una mare.
Quand la ville mord va ser la primera adaptació literària de Cabrera; la seva trama prové d'una novel·la de Marc Villard que formava part de la col·lecció de ficció policial "Série Noire". Cabrera va produir la pel·lícula per a la cadena de televisió France 2. La pel·lícula va ser elogiada per la seva representació realista del treball sexual forçat d'una jove africana, per la qual Cabrera i la protagonista de la pel·lícula, Aïssa Maïga, es van reunir amb antigues treballadores sexuals a París.
Alguns actors, com Marilyne Canto, Yolande Moreau, Olivier Gourmet i Ariane Ascaride, apareixen cadascun en més d'una de les pel·lícules de Cabrera. De vegades treballa amb actors més famosos, com Patrick Bruel i Miou-Miou. Cabrera suggereix que la inclusió d'aquests actors a la seva obra recorda subliminalment els papers que van interpretar en pel·lícules anteriors. Ha treballat constantment amb la mateixa tripulació des dels anys 80, inclosa la seva directora de fotografia, Hélène Louvart.
Cabrera també ha actuat en tres pel·lícules: Un petit cas de conscience de Marie Claude Treilhou, Douches froides d'Antony Cordier i Belleville-Tokyo d'Elise Girard.
Les seves pel·lícules han rebut importants elogis de la crítica, una nominació al César i dues nominacions al Festival de Cannes.

## Filmografia

### Llargmetratges
- Chronique d'une banlieue ordinaire (1992)
- Rester là-bas (1992)
- Une poste à la Courneuve (1994)
- L'Autre Côté de la mer (1997)
- Demain et encore demain, journal 1995 (1997)
- Nadia et les hippopotames (2000)
- Le Lait de la tendresse humaine (2001)
- Folle embellie (2004)
- Quand la ville mord (2009)
- Grandir (2013)
- Ça ne peut pas continuer comme ça (2013)
- Corniche Kennedy (2016)

### Curtmetratges
- J'ai droit à la parole (1981)
- À trois pas, trésor caché (1984)
- L'art d'aimer (1985)
- La politique du pire (1987)
- Ici là bas (1988), short
- Un balcon au Val Fourré (1990)
- Traverser le jardin (1993)
- Rêves de ville (1993)
- Ranger les photos (2009)
- Goat Milk (2013)[21]